# 聖保羅 (印第安納州)
聖保羅（英語：St. Paul）是一個位於美國印地安納州第開特縣和謝爾比縣的城鎮。

## 地理
聖保羅的座標為39°18′42″N 85°37′45″W / 39.31167°N 85.62917°W，而該地的平均海拔高度為261米（即856英尺）。

## 人口
根據2010年美國人口普查的數據，聖保羅的面積為0.77平方千米，當中陸地面積為0.77平方千米，而水域面積為0.00平方千米。當地共有人口1031人，而人口密度為每平方千米1,339人。